# Vivian Segnini
Vivian Segnini (São Carlos, 3 de janeiro de 1989) é a tenista brasileira que fechou o ano de 2008 como a número 1 no ranking do Brasil.
Pela WTA (women's tennis association), de âmbito internacional, Vivian ocupa a 469ª posição.